# Agnès Jaoui

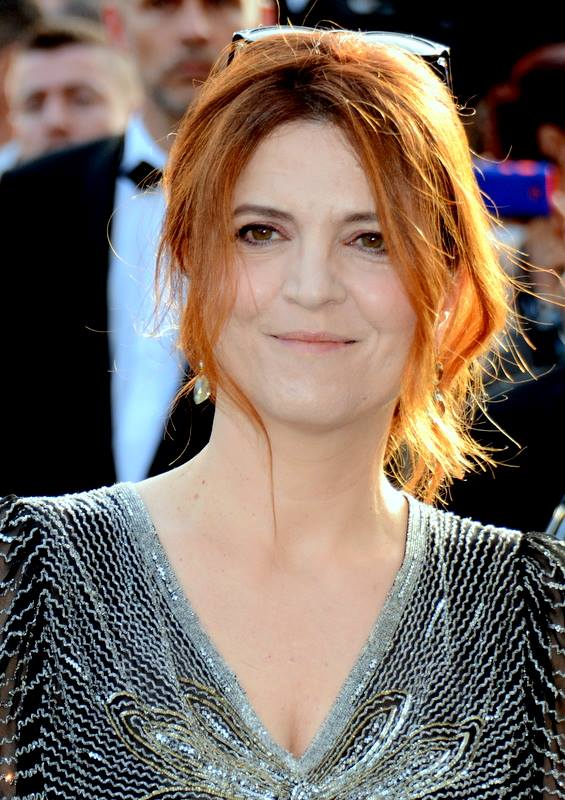
Agnès Jaoui (2015)

Agnès Jaoui (* 19. Oktober 1964 in Antony bei Paris) ist eine französische Schauspielerin, Autorin und Regisseurin.

## Leben
Jaoui entstammt einer jüdischen Familie, die aus Tunesien nach Frankreich auswanderte.
Jaoui arbeitete als Szenaristin und als Schauspielerin oft mit dem 2021 verstorbenen Jean-Pierre Bacri zusammen. Bacri und Jaoui waren längere Zeit auch privat ein Paar. Die Filme basieren häufig auf Theaterstücken, die die beiden geschrieben und zuvor aufgeführt hatten. Die Theatervorlage ist auch in den Komödien selbst noch erkennbar an den wenigen beteiligten Schauspielern und der räumlichen Einheit.
Für ihre Drehbücher, ihre Regiearbeit und auch als Schauspielerin wurde sie mehrfach ausgezeichnet. Ihr Film Lust auf anderes (Le goût des autres) gewann 2001 vier Césars, darunter den César als bester Film des Jahres sowie für das beste Drehbuch. Für Schau mich an! erhielt sie den Europäischen Filmpreis für das beste Drehbuch, gemeinsam mit Jean-Pierre Bacri, der wie sie selbst eine tragende Darstellerrolle im Film übernahm. Jaoui war beim Europäischen Oscar auch für die beste Regie nominiert und erhielt den Drehbuchpreis der Internationalen Filmfestspiele von Cannes 2004.
Am Pariser Konservatorium erhielt Jaoui bereits im Alter von 15 Jahren Gesangsunterricht. Gesang – in ihrem eigenen Film Comme une Image spielt sie eine Gesangslehrerin – begleitet sie auch in der Schauspielerei immer wieder. Im Frühjahr 2005 tourte sie mit einigen südamerikanischen Freunden mit einer Show namens Historias del amor durch ein paar französische Städte. Aus diesem Programm resultierte die CD Canta, erschienen 2006.
Ihre erfolgreiche Zusammenarbeit setzen Jaoui und Bacri mit ihrem neuen Film Erzähl mir was vom Regen (2009) fort. Auch bei ihrem dritten Kinofilm schrieb Jaoui das Drehbuch selbst und war als Regisseurin und Hauptdarstellerin sowohl vor als auch hinter der Kamera vertreten.
Im Jahr 2017 wurde sie in die Wettbewerbsjury der 70. Filmfestspiele von Cannes berufen. 2023 wurde sie mit dem Magritte-Ehrenpreis ausgezeichnet.

## Filmografie (Auswahl)
- 1983: Tödliche Spur (Le faucon) – Regie: Paul Boujenah – Darstellerin
- 1987: Die Verliebte (L’amoureuse) – Regie: Jacques Doillon – Darstellerin
- 1987: Hôtel de France – Regie: Patrice Chéreau – Darstellerin
- 1991: Kommissar Navarro (Navarro, Fernsehserie, Folge 3x05)
- 1993: Cuisine et dépendances – Regie: Philippe Muyl – Autorin (mit Jean-Pierre Bacri), Darstellerin
- 1993: Smoking / No Smoking – Regie: Alain Resnais – Autorin (mit Jean-Pierre Bacri), Darstellerin
- 1996: Typisch Familie! (Un air de famille) – Regie: Cédric Klapisch – Autorin, Darstellerin
- 1997: Le Cousin – Gefährliches Wissen (Le cousin) – Regie: Alain Corneau – Darstellerin
- 1998: Das Leben ist ein Chanson (On connaît la chanson) – Regie: Alain Resnais – Autorin, Darstellerin
- 2000: Lust auf Anderes (Le goût des autres) – Autorin (mit Jean-Pierre Bacri), Regisseurin, Darstellerin
- 2002: 24 heures dans la vie d’une femme – Regie: Laurent Bouhnik – Darstellerin
- 2004: Le rôle de sa vie – Regie: François Favrat – Darstellerin
- 2004: Schau mich an! (Comme une image) – Autorin (mit Jean-Pierre Bacri), Regisseurin, Darstellerin
- 2008: Erzähl mir was vom Regen (Parlez-moi de la pluie) – Autorin (mit Jean-Pierre Bacri), Regisseurin, Darstellerin
- 2013: Unter dem Regenbogen (Au bout du conte) – Autorin (mit Jean-Pierre Bacri), Regisseurin, Darstellerin
- 2014: L’art de la fugue – Darstellerin, Regie: Brice Cauvin
- 2015: Nur Fliegen ist schöner (Comme un avion) – Darstellerin, Regie: Bruno Podalydès
- 2015: Mademoiselle Hanna und die Kunst Nein zu sagen (Je suis à vous tout de suite) – Darstellerin, Regie: Baya Kasmi
- 2017: Madame Aurora und der Duft von Frühling (Aurore) – Darstellerin, Regie: Blandine Lenoir
- 2018: Champagner & Macarons – Ein unvergessliches Gartenfest (Place publique) – Autorin (mit Jean-Pierre Bacri), Regisseurin, Darstellerin
- 2018: Die Kunst der Nächstenliebe (Les bonnes intentions) – Darstellerin, Regie: Gilles Legrand
- 2019: Foodie Love (Fernsehserie, Folge 1x02)
- 2021: Compagnons – Darstellerin, Regie: François Favrat
- 2021: À l’ombre des filles – Darstellerin, Regie: Etienne Comar
- 2022: Yuku et la fleur d’Himalaya – Darstellerin, Regie: Arnaud Demuynck, Rémi Durin
- 2022: In Therapie (Fernsehserie) – Darstellerin (6 Folgen), Regisseurin (7 Folgen)
- 2023: Wow! (Wahou!) – Darstellerin, Regie: Bruno Podalydès
- 2023: Sur la branche – Darstellerin, Regie: Marie Garel-Weiss
- 2023: La vie de ma mère – Darstellerin, Regie: Julien Carpentier
- 2024: Becoming Karl Lagerfeld (Miniserie)
- 2024: Mein Leben, mein Ding (Ma vie ma gueule)